# Dave Chalmers
Dave Chalmers (* 14. Juli 1948) ist ein ehemaliger englischer Snookerspieler, der zwischen 1984 und 1992 für acht Jahre Profispieler war. Der Gewinner der English Amateur Championship 1982 erreichte in dieser Zeit zweimal die Runde der letzten 32 der English Professional Championship, die Runde der letzten 48 der Snookerweltmeisterschaft 1985 und Rang 79 der Snookerweltrangliste.

## Karriere
Ab 1973 nahm Chalmers regelmäßig an der Endrunde der Qualifikation für die English Amateur Championship, kam aber erst 1982 über das Achtelfinale der Qualifikation hinaus. Anschließend erreichte er das Finale der Qualifikation und besiegte dort Mike Darrington, woraufhin er im Endspiel um die Meisterschaft durch einen Sieg über Malcolm Bradley britischer Meister wurde. Im selben Jahr durfte er deshalb an der Amateurweltmeisterschaft teilnehmen, wo er allerdings bereits in der Gruppenphase ausschied. Zwei Jahre später, zur Saison 1984/85 wurde er Profispieler. Chalmers’ Einstandsspielzeit war für den Engländer eine erfolgreiche Saison, denn er erreichte dreimal die Hauptrunde eines Ranglistenturnieres und schied zwei weitere Male in der finalen Qualifikationsrunde aus. Folglich platzierte er sich auf Rang 79 der Weltrangliste. Da er in den nächsten Saisons kaum mehr Spiele gewinnen konnte und sich Mitte 1989 vom Profisnooker zurückzog, rutschte er sukzessive ab und belegte nur noch Rang 151, als er Mitte 1992 seine Spielberechtigung verlor.

## Erfolge
| Ausgang         | Jahr | Turnier                              | Finalgegner     | Ergebnis |
| --------------- | ---- | ------------------------------------ | --------------- | -------- |
| Amateurturniere |      |                                      |                 |          |
| Sieger          | 1982 | English Amateur Championship – South | Mike Darrington | 8:3      |
| Sieger          | 1982 | English Amateur Championship         | Malcolm Bradley | 13:9     |